# Fontaines-Saint-Martin
Fontaines-Saint-Martin é uma comuna francesa na região administrativa de Auvérnia-Ródano-Alpes, no departamento de Ródano. Estende-se por uma área de 2,74 km². Em 2010 a comuna tinha 3 126 habitantes (densidade: 1 140,9 hab./km²).